# Дохотару Василє
Василє Дохотару (Василе Дохотару, рум. Dohotaru, Vasile) — молдавський художник, заслужений діяч мистецтв, член спілки художників Молдови та Румунії.

## Біографія
В. Дохотару народився 10 квітня 1955 року в Оріївському районі Молдавської РСР.
У 1980 році закінчив художньо-графічний факультет Одеського державного педагогічного інституту імені К. Д. Ушинського.
З 1990 року є членом Спілки художників Молдови, а з 1996 року - членом Спілки художників Румунії.
Працює в Технічному університеті Молдови, доцент кафедри живопису.
Живе у Кишеневі.

## Творча діяльність
Перша персональна виставка відбулася в Одесі у 1981 році. Виставлявся у містах Італії, Німеччини, Росії, Румунії, Франції Ілюстрував книгу лірики української поетеси Тетяни Добко «З Тобою і без Тебе» (Київ: Темпора, 2011).

## Відзнаки
- Лауреат премії імені Міхая Емінеску
- Почесне звання «Maestru în Arte»